# الثقافة الأمراتية
يطلق على الثقافة العمراتية ، ويطلق عليها أيضًا نقادة 1 ، حضارة ما قبل التاريخ في صعيد مصر . دامت حوالي 4000 إلى 3500 قبل الميلاد.

## نظرة عامة
سميت الثقافة الأمراتية على الموقع العتيق العمرة  ، الذي يقع حوالي 120 كيلومتر (75 ميل)  في صعيد مصر جنوب البداري. كانت العمرة أول موقع تم العثور فيه على هذه المجموعة الثقافية دون أن تختلط مع ثقافة الجرزة اللاحقة (نقادة 2). ومع ذلك ، يتم توثيق هذه الفترة بشكل أفضل في موقع نقادة، وبالتالي يطلق عليها أيضًا اسم ثقافة النقادة الأولى. استمر إنتاج الفخار الأسود ، لكن بدأ إنتاج الفخار الأبيض الذي تم تزيينه بخطوط بيضاء متوازية قريبة تتقاطع مع مجموعة أخرى من الخطوط البيضاء المتوازية. يقع الأمراتيان بين SD 30 و 39 في نظام تأريخ Flinders Petrie المتسلسل.
كان الأمراتيون يمتلكون عبيدًا ، وقاموا بصنع زوارق من ورق البردى المجمعة يمكنهم بها الإبحار في النيل.  تشهد هذة الفترة التجارة بين حاملي الثقافة الأمراتية في صعيد مصر وسكان مصر السفلى خلال هذا الوقت، و تم توثيق ذلك من خلال أشياء جديدة تم التنقيب عنها. تم العثور على إناء حجري من الشمال في مدينة العمرة. كما اكتشفت الحضارة البدارية السابقة أن الملكيت يمكن تسخينة إلى حبات من النحاس شكل الأمراتيون هذا المعدن عن طريق التقطيع.  تم استيراد حجر السج وكمية صغيرة جدًا من الذهب من النوبة في ذالك الحين. التجارة مع الواحات كانت مرجحة أيضًا.  تم استيراد الأرز من جبيل ، والرخام من باروس ، وكذلك الصنفرة من ناكسوس.
بدأت الابداعات الجديدة مثل المباني المبنية من الطوب اللبن ، والتي تشتهر بها ثقافة الجرزة بالظهور أيضًا خلال هذا الوقت ، مما يشهد على الاستمرارية الثقافية. ومع ذلك لم يتوصلوا إلى الاستخدام الواسع الذي اشتهروا به في وقت لاحق. بالإضافة إلى ذلك ، يبدو أنه تم استخدام لوحات التجميل بيضاوية الشكل وثنائية  في هذه الفترة. ومع ذلك ، مازالت الصناعة بدائية للغاية والعمل الفني الإغاثي الذي عُرفوا به فيما بعد لم يكن موجودًا بعد.

لكل قرية أمراتية كان هنالك إله حيواني. يتم لبس التمائم من البشر و شتى أنواع الحيوانات بما في ذلك الطيور والأسماك. كان الطعام والأسلحة والتماثيل والزينة والملكيت وأحيانًا الكلاب تُدفن مع المتوفى.

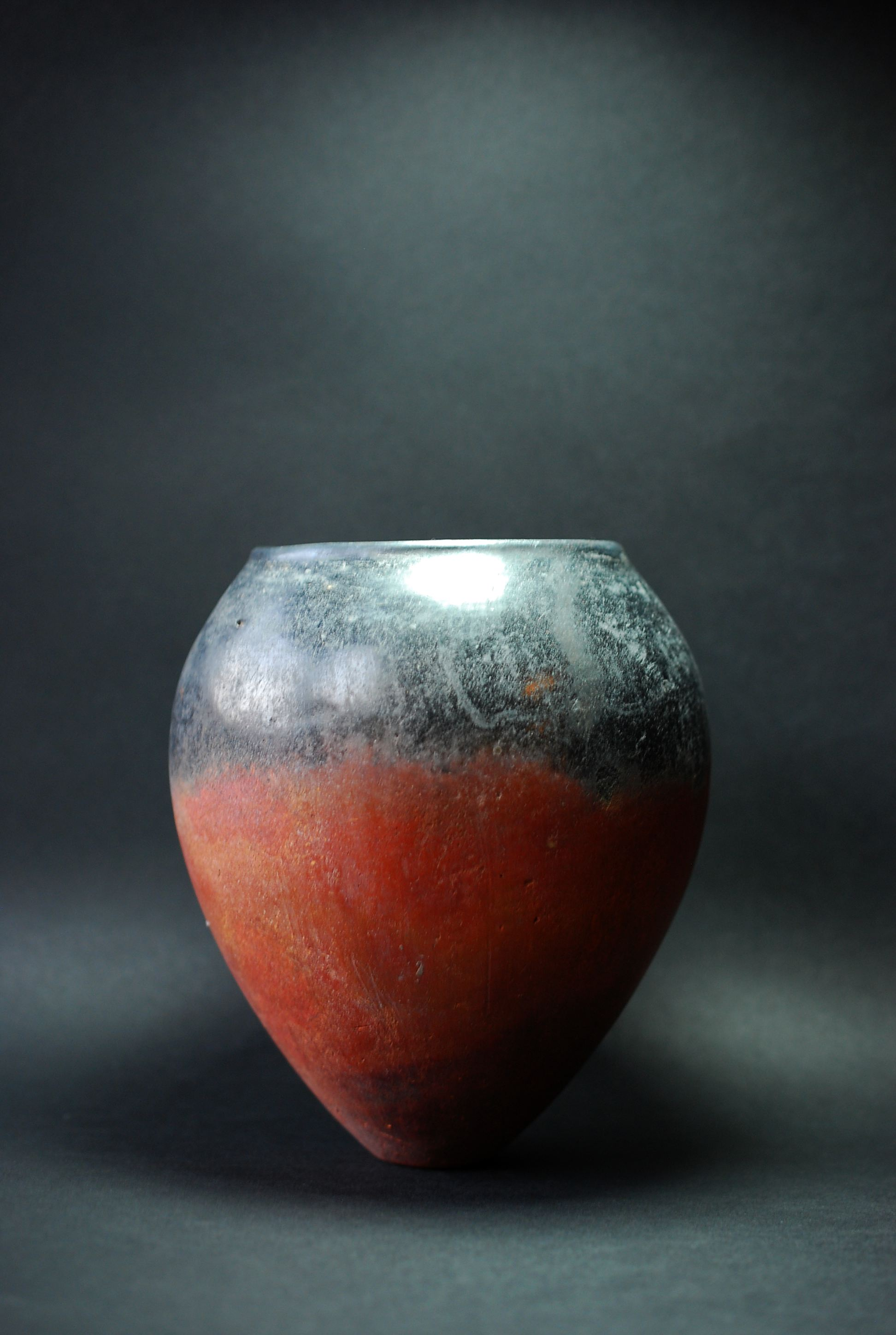
بيضوي نقادة 1 (الأمراتية) مزهرية سوداء من الطين ، (حوالي 3800-3500 قبل الميلاد)
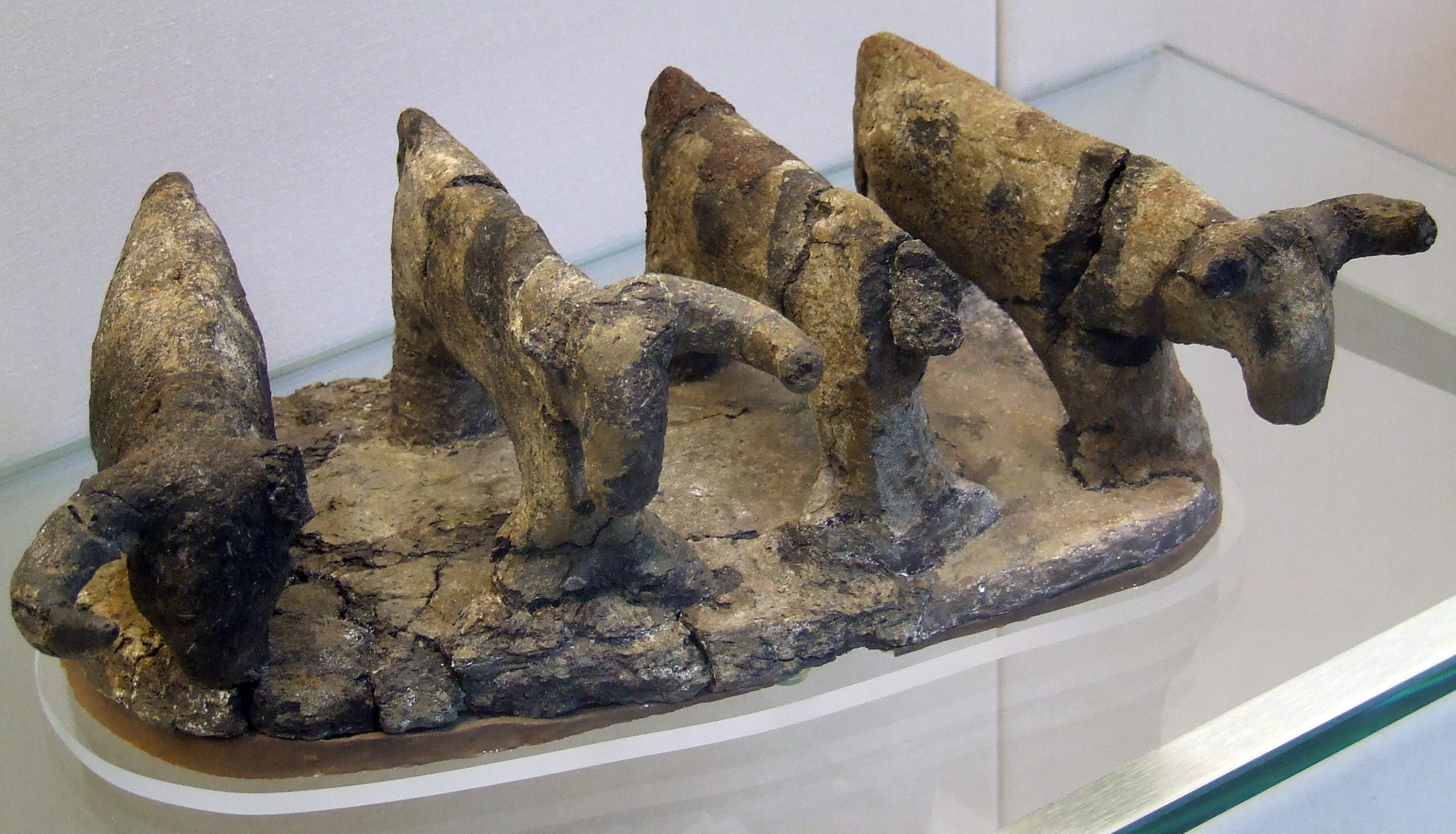
تم العثور على نموذج طيني لأربعة رؤوس من الأبقار  [لغات أخرى]‏ في العمرة (حوالي 3500 قبل الميلاد)
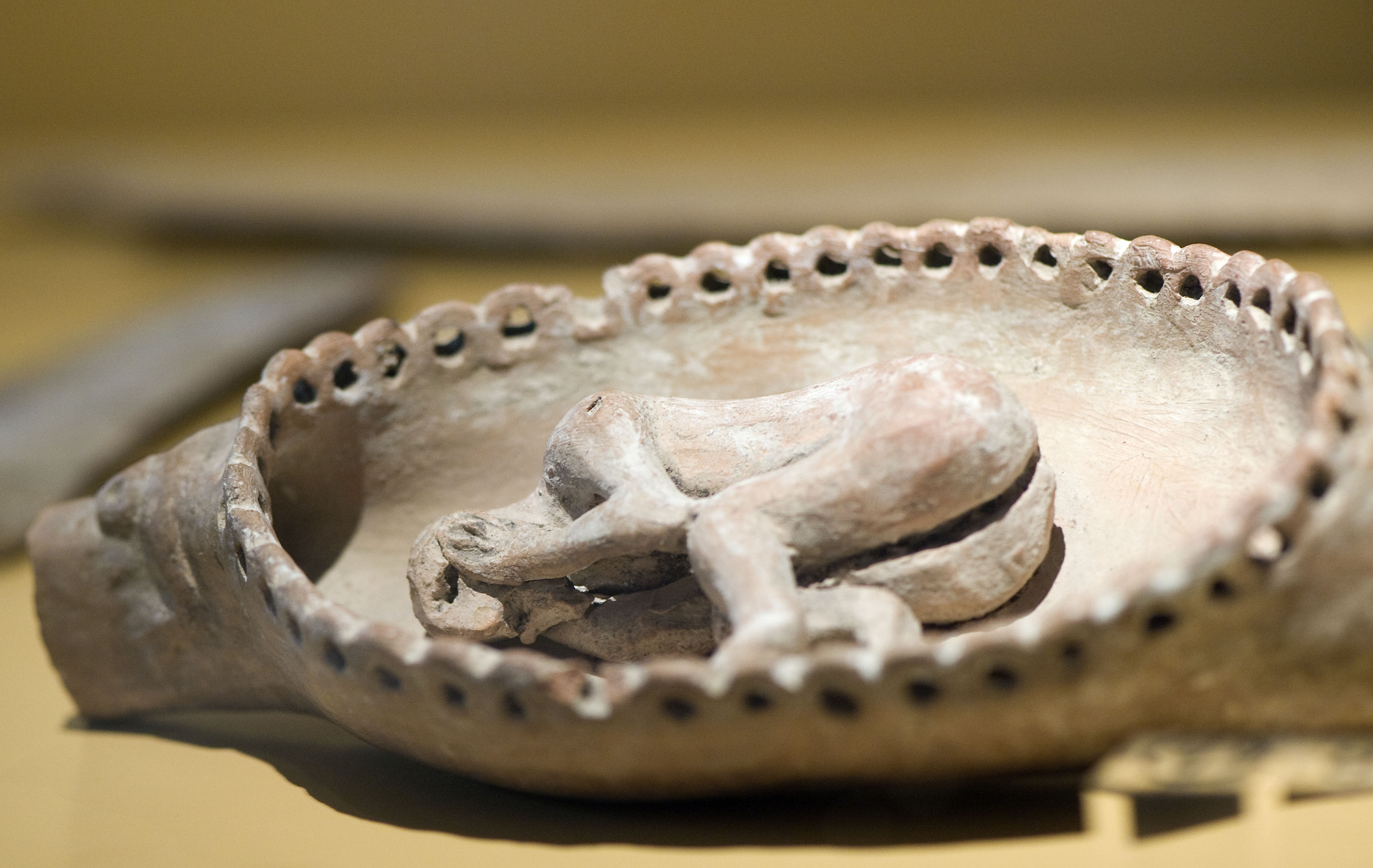
تمثال من الطين ، عصر نقادة الأول ، حوالي 4000 قبل الميلاد. RMO ليدن
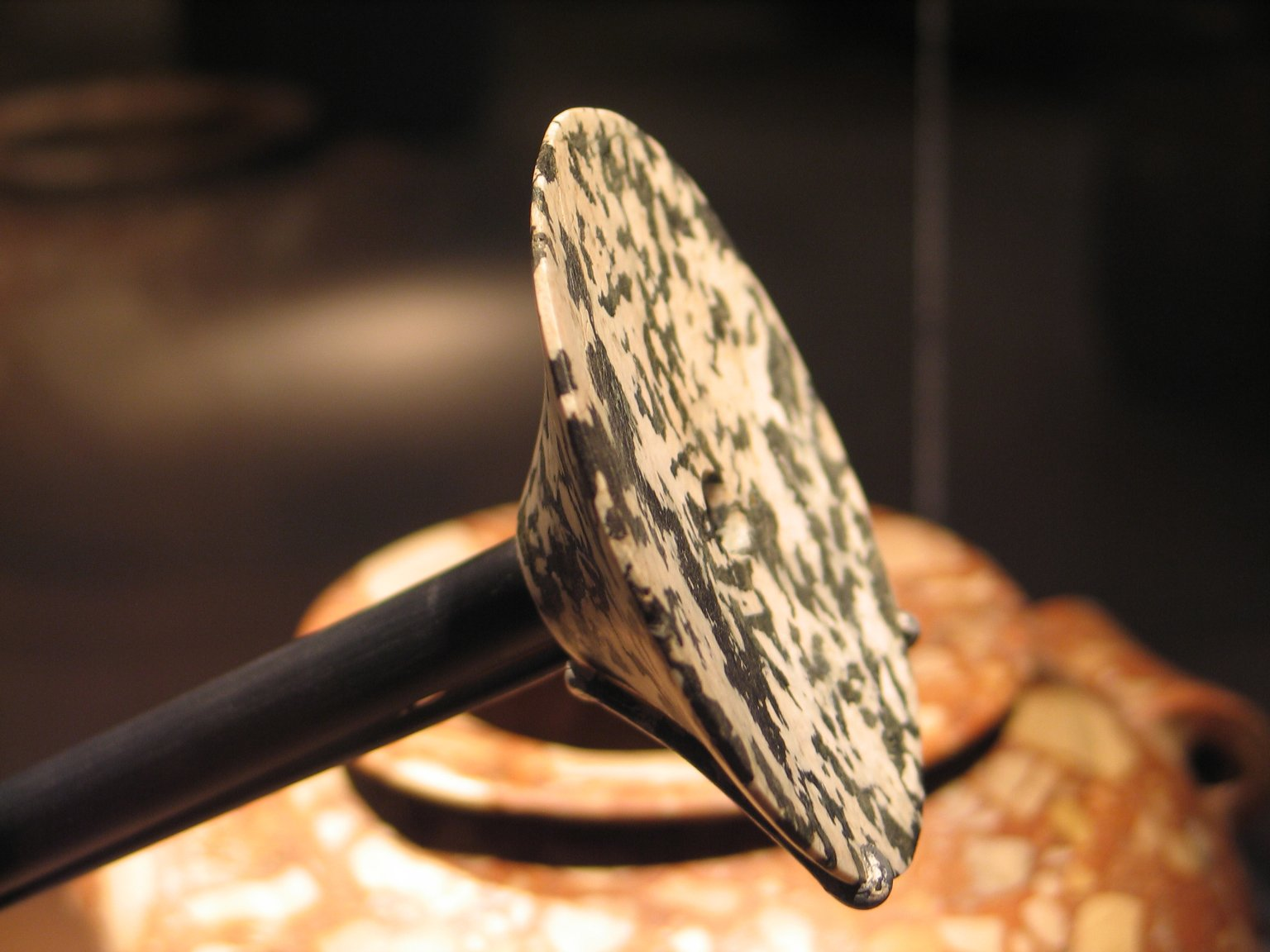
صولجان مصري على شكل قرص 4000-3400 قبل الميلاد. في نهاية الفترة ، تم استبداله برأس صولجان متفوق على طراز بلاد ما بين النهرين على شكل كمثرى ، كما يظهر في لوحة نارمر .

### لوحات التجميل المبكرة
لأول مرة تم استخدام Siltstone لألواح التجميل من قبل ثقافة البداري . اللوحات الأولى المستخدمة في عصر بدريان وفي عصر النقادة عادةً ما تكون غير مبهرجه أو معينية أو مستطيلة الشكل ، دون أي زخرفات زائدة. إنه في عصر نقادة 2 حيث كانت لوحة الألوان دارجة.

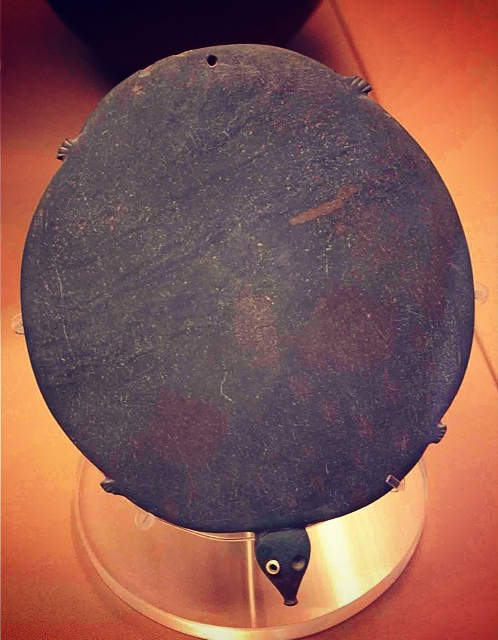
لوحة تجميلية من حجر الطين على شكل سلحفاة ذات عيون عظمية مطعمة (واحدة مفقودة). ما قبل الأسرات ، نقادة 1. 4000 - 3600 ق. EA 37913 (المتحف البريطاني)
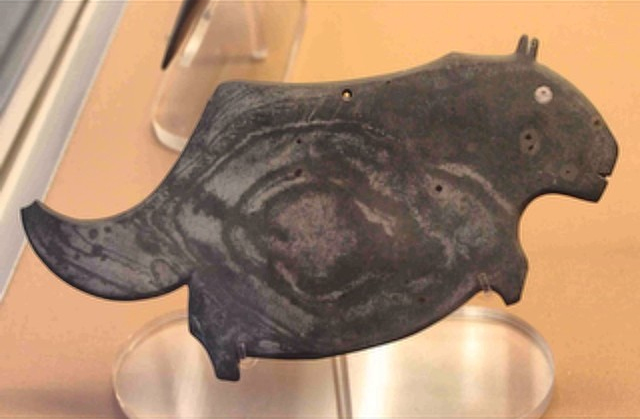
لوحة من الطين على شكل فرس النهر. ما قبل الأسرات ، نقادة 1. 4000 - 3600 ق. EA 29416. (المتحف البريطاني)
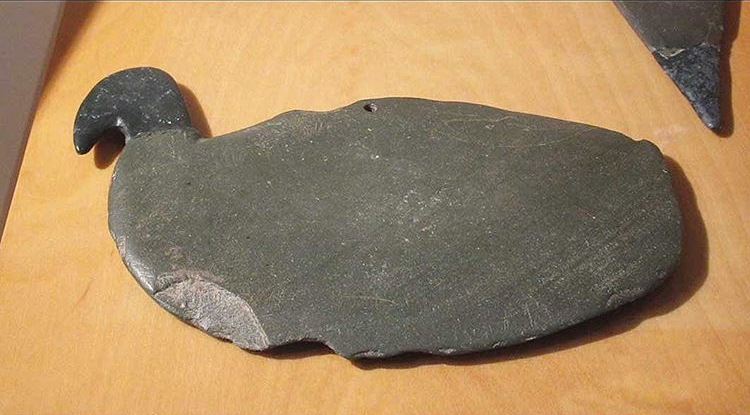
باليت نقادة الأول والثاني لمزج مستحضرات التجميل
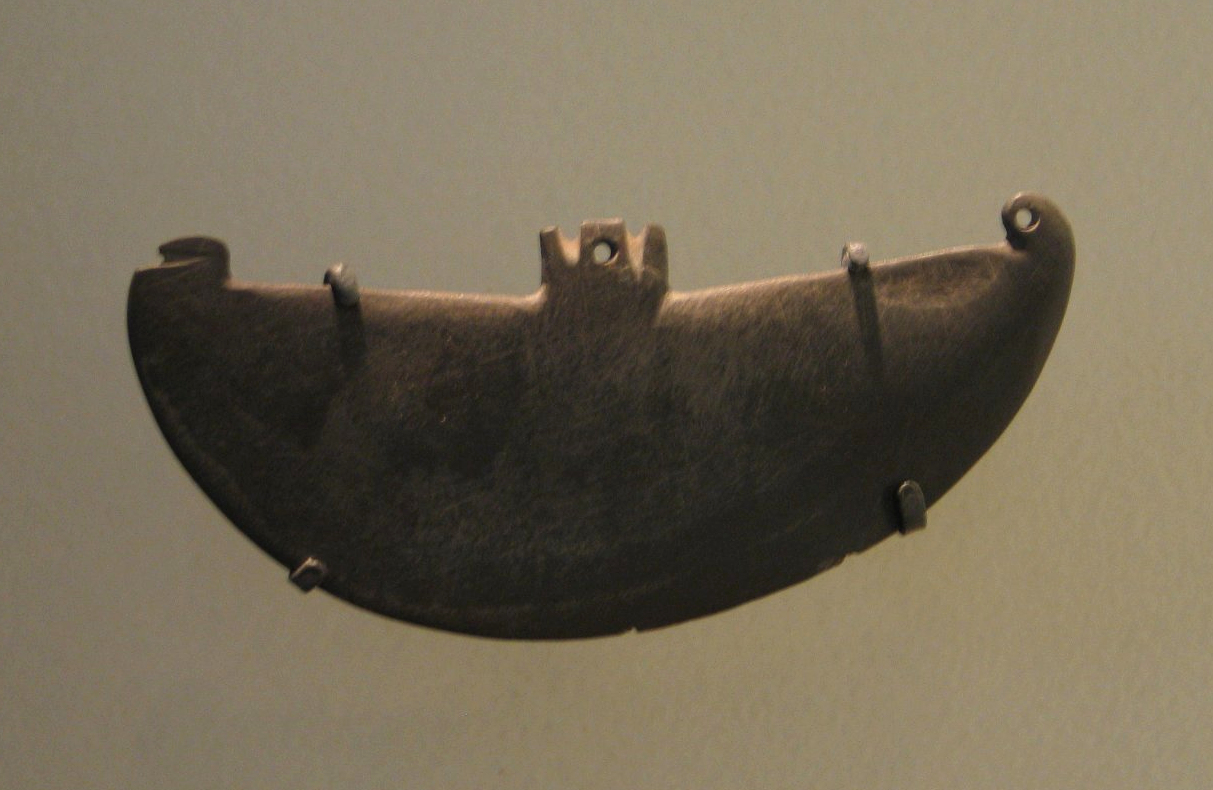
لوحة على شكل قارب ، 3700-3600 قبل الميلاد ، نقادة 1

### التماثيل الملتحية
العديد من التماثيل عرفت من نقادة 1 ، والتي كان قد تم نحتها على أنياب حيوانات. التماثيل عادة ماتكون ذات لحى مدببة وآثار بعض الشعر يظهر عليها. قد يقدمون أشخاصًا يرتدون عباءات طويلة.  الرجال الملتحين أيضًا يظهرون في الكثير من القطع الأثرية الأخرى التي تعود إلى ما قبل الأسرات ، مثل سكين جبل العراك. و غطاء الرأس الخاص بـ «سيد الحيوانات» على طراز بلاد ما بين النهرين على سكين جبل الأراك بغطاء الرأس على شكل حلق المرئي في العديد من تماثيل نقادة 1. 

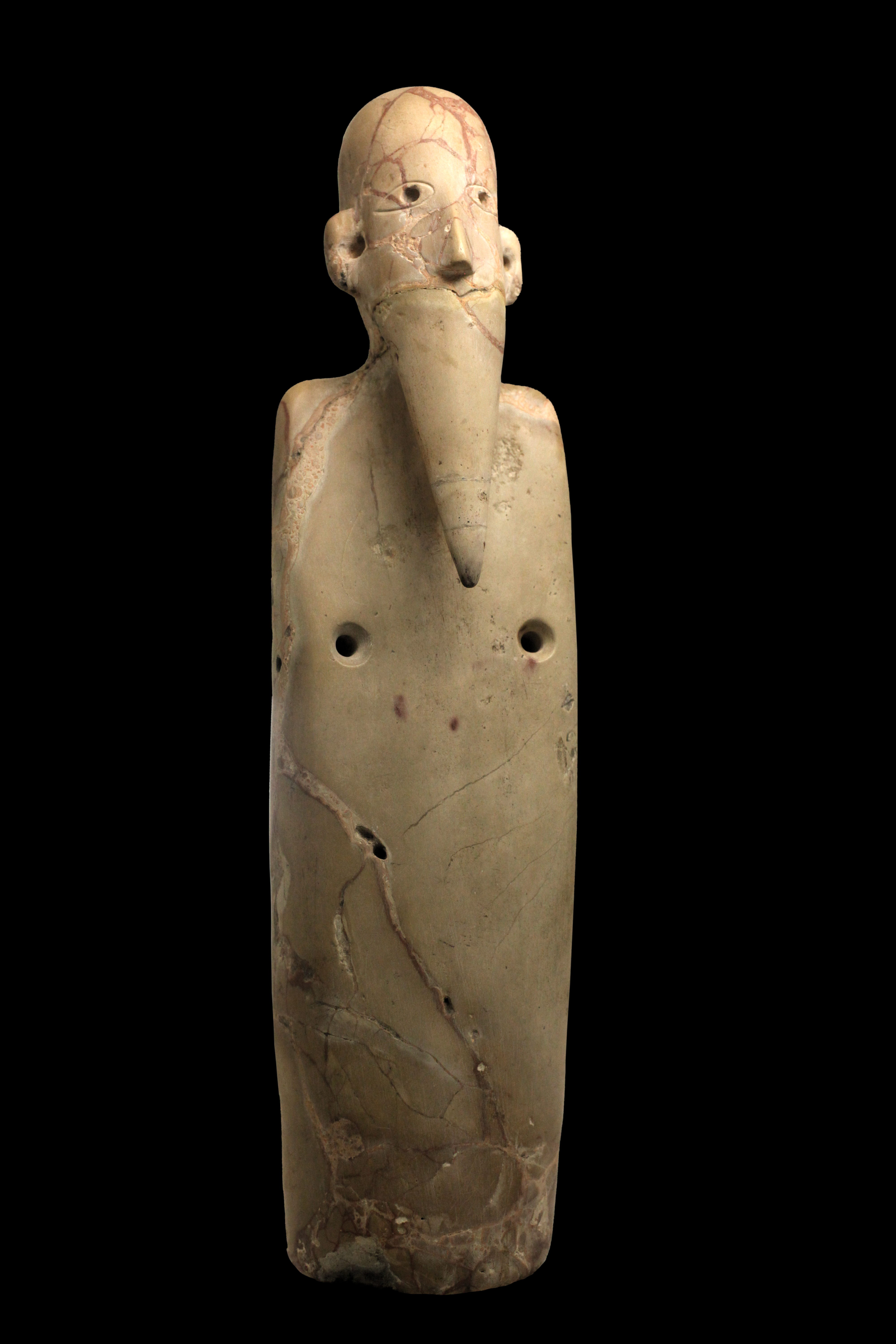
تمثال لرجل ملتح حسب ثقافة النقادة الأولى ، 3800-3500 قبل الميلاد ، من صعيد مصر. Musée des Confluences (ليون ، فرنسا)
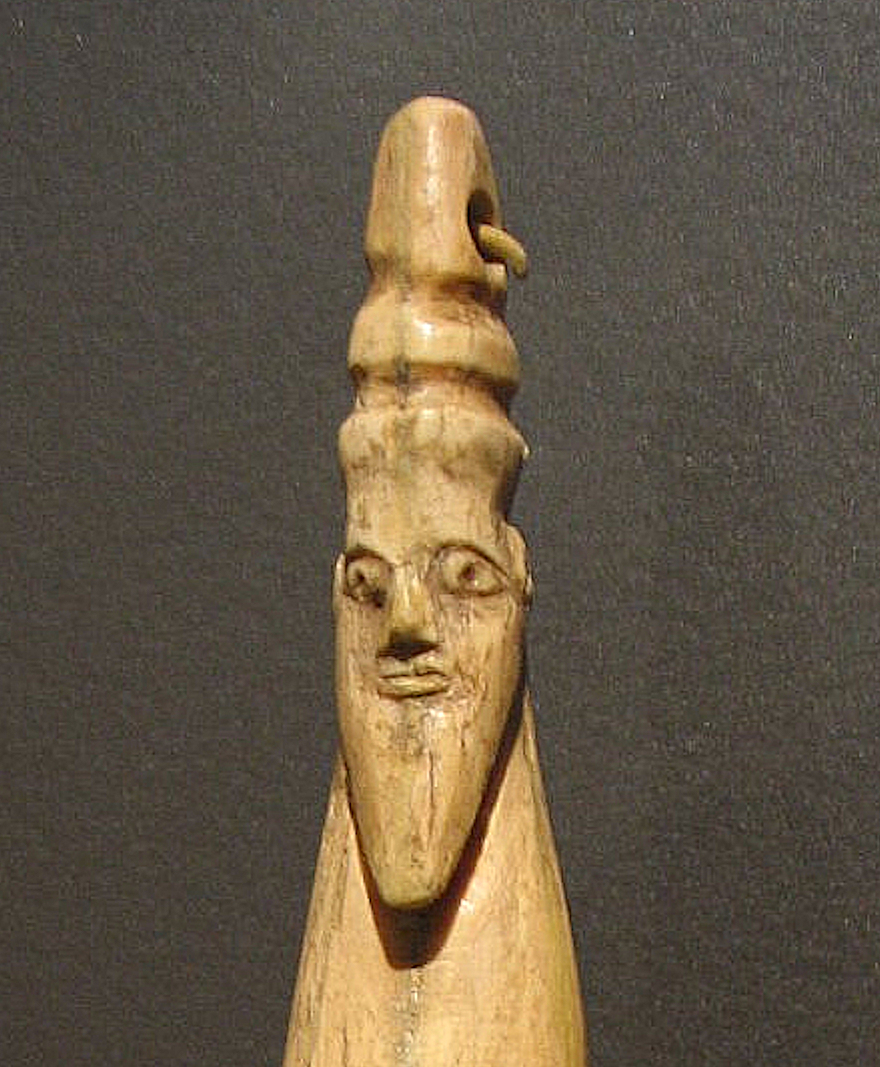
ناب فرس النهر برأس منحوت لرجل ملتح بغطاء رأس يشبه الطارة ، أواخر نقادة الأول - أوائل نقادة الثانية ، 3800-3400 قبل الميلاد. متحف بروكلين.
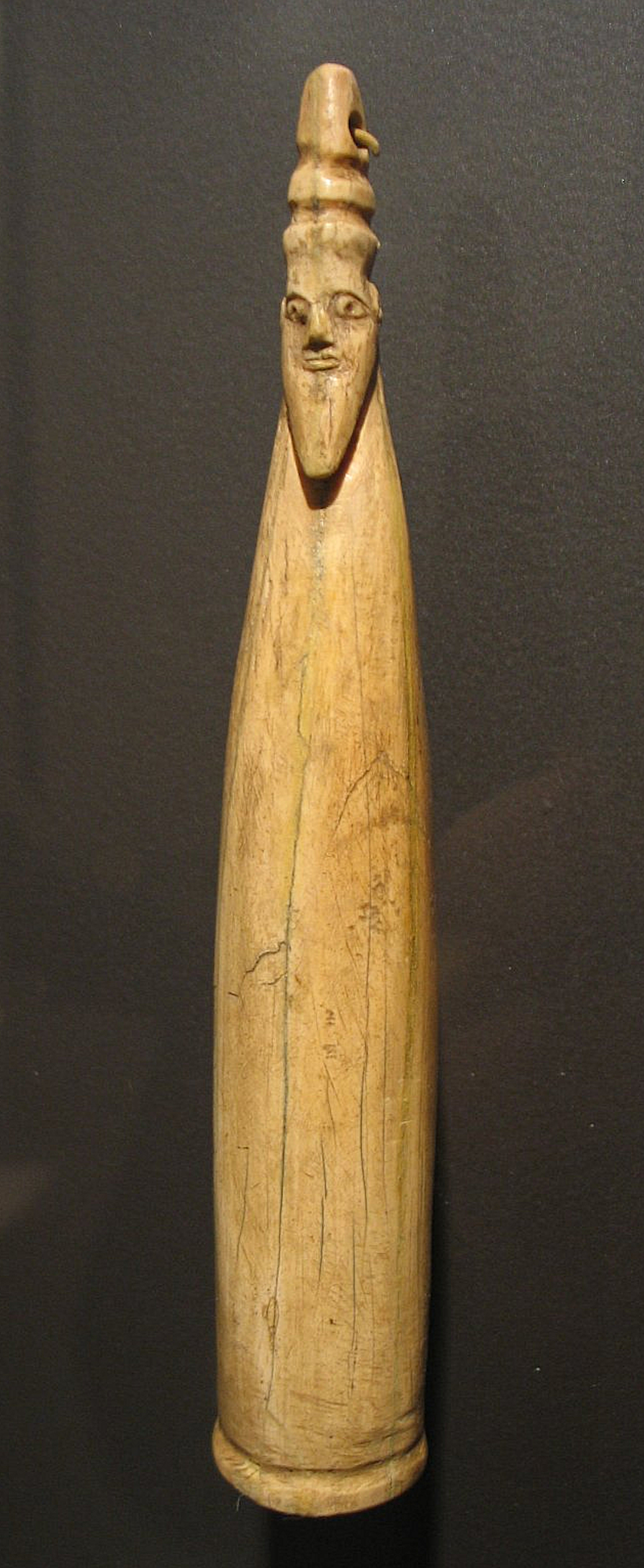
ناب فرس النهر برأس منحوت ، 3800-3400 قبل الميلاد ، نقادة الأول والثاني
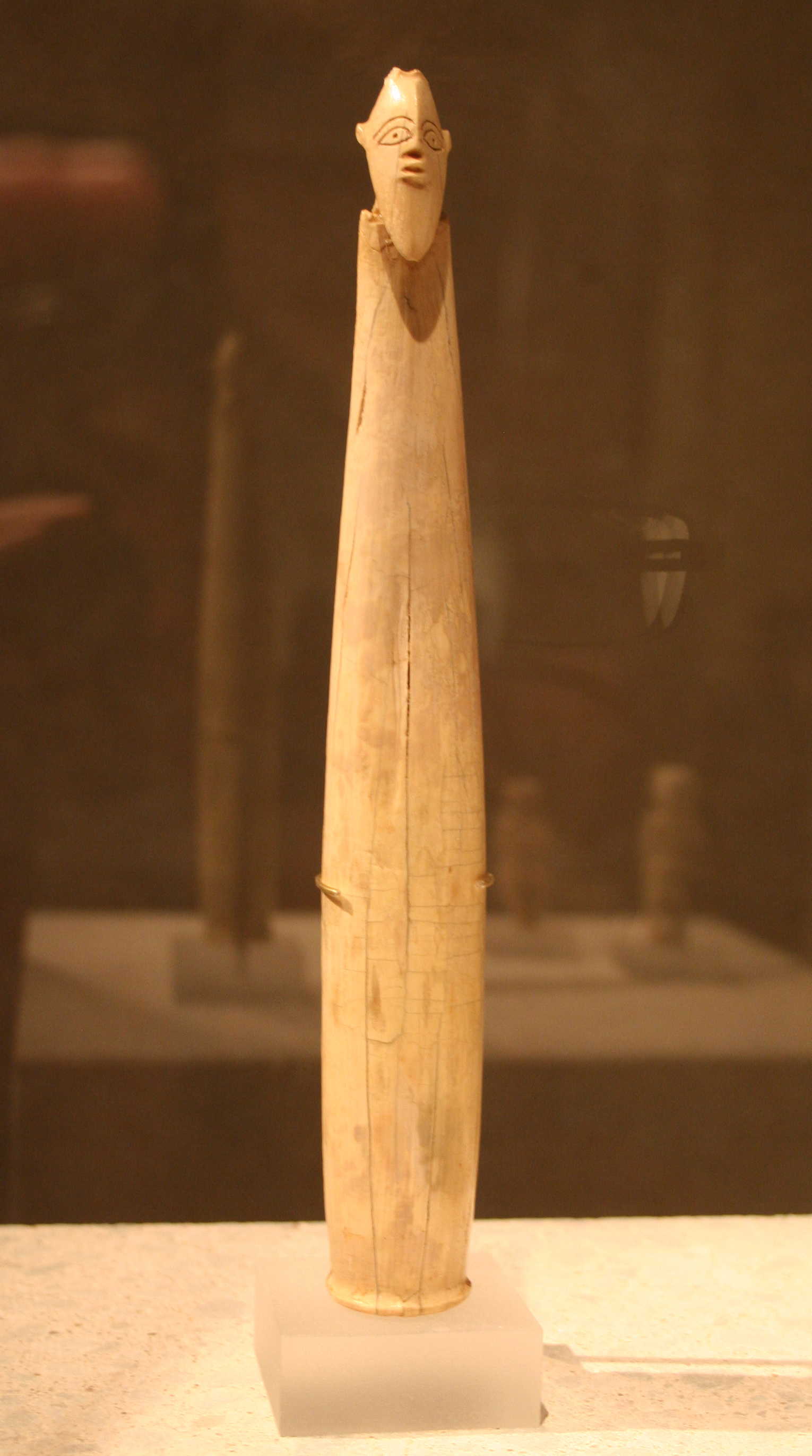
تمثال ، متحف Ägyptisches برلين

## القطع الأثرية الأخرى

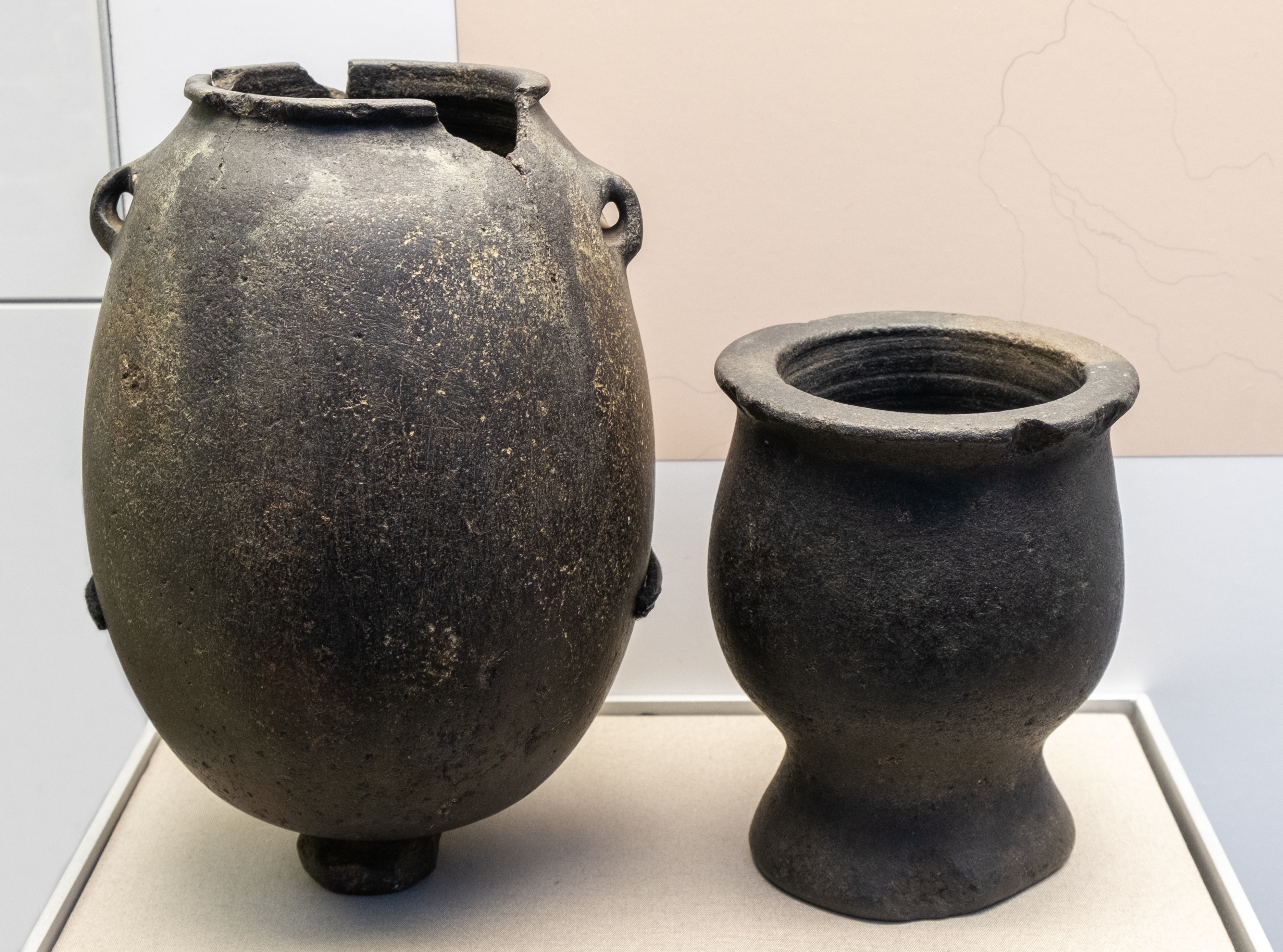
نقادة الأول والثاني, في مصر السفلى الجرار البازلتية على شكل فخار من المعادي ، المتحف البريطاني EA 34398 ، EA 26654